# Conquest of the Planet of the Apes
Conquest of the Planet of the Apes (titulada Conquista del planeta de los simios en Hispanoamérica y La rebelión de los simios en España) es una película estadounidense de ciencia ficción de 1972 dirigida por J. Lee Thompson y la cuarta de la franquicia El planeta de los simios. Esta muestra como los simios se rebelan contra la humanidad por el trato recibido en Escape del planeta de los simios (1971). La película Rise of the Planet of the Apes (2011) tiene similitudes con esta otra.

## Argumento
En los Estados Unidos de 1991, Armando (Ricardo Montalbán) explica que en 1983 (10 años después del final de Escape from the Planet of the Apes, el cual dura dos años lineales), una enfermedad mató a todos los gatos y perros del mundo, dejando a los seres humanos sin animales domésticos. Para reemplazarlos, el ser humano comenzó a usar monos y simios como mascotas. Al darse cuenta de la capacidad de los simios para aprender y adaptarse, los humanos los empiezan a entrenar para llevar a cabo tareas domésticas. En 1991, la cultura estadounidense se basa en la mano de obra esclava de simios.
Armando y César (Roddy McDowall) (en inglés le llaman Caesar), un joven chimpancé que anda sobre un caballo en el circo de Armando, reparte volantes por la ciudad anunciando la llegada del circo. Armando advierte al chimpancé de tener cuidado, ya que si alguien se entera de su identidad como hijo de Cornelius y Zira, significaría su muerte. Armando y César ven que los simios realizan diversas tareas domésticas, y se sorprenden de la dura disciplina que le aplican a los simios desobedientes. César, tras ver a un simio siendo golpeado y drogado, grita: "¡humanos bastardos!", con lo cual Armando tuvo que asumir la responsabilidad de las palabras del simio, explicando a los policías que fue él quien gritó, no su chimpancé. La multitud que los rodeaba se agita y César se escapa.
Escondido en una escalera, Armando le dice a César que él irá a las autoridades como farol para que este se esconda. Mientras tanto, César se esconde entre los suyos (en una jaula de los orangutanes) y pronto se encuentra siendo entrenado violentamente para ser un simio esclavo. Posteriormente, es vendido en una subasta al gobernador Breck (Don Murray). Breck le permite a César darse un nombre y le pasa un libro al simio, este apunta "César", fingiendo casualidad. César, entonces se pone a trabajar con MacDonald (Hari Rhodes) quien es ayudante del jefe Breck y que simpatiza con los simios a pesar del disgusto de su jefe. MacDonald finalmente se da cuenta de quién es en verdad César.
Mientras tanto, Armando está siendo interrogado por el inspector Kolp (Severn Darden), que sospecha que su "mono de circo" es el hijo de los dos monos hablantes del futuro. El ayudante de Kolp instala a Armando en una máquina que fuerza a la gente a ser sinceros psicológicamente. En lugar de confesar, Armando lucha contra los guardias y se lanza por una ventana muriendo en el acto. Al enterarse de la muerte de su padre adoptivo, el único ser humano que se preocupó por él, César pierde la fe en la bondad humana y comienza a planear una rebelión.
Secretamente, César le enseña a combatir a otros simios y a utilizar armas. Mientras tanto, Breck deduce que Kolp le oculta información de César. Ante la sospecha de que César es el mono que la policía está dando caza, los hombres de Breck atrapan a César y lo torturan con corriente hasta que habla. Al oír la confesión, Breck ordena la muerte inmediata de César. César sobrevive a su ejecución debido a la baja potencia eléctrica de la máquina. Una vez que Breck sale, César mata a su torturador y escapa.
César lidera una revuelta contra Ape Management. Los monos salen victoriosos después de matar a la mayor parte de la policía antidisturbios. Después de llegar al puesto de mando de Breck y matando a la mayoría del personal, César toma a Breck y lo saca para ser ejecutado. MacDonald se salva y apela a César para que muestre misericordia con su antiguo perseguidor. César no le hace caso y le declara con rabia:

Donde hay fuego, hay humo. Y en ese humo, a partir de este día en adelante, mi gente se ocultará, conspirará, y tramará un plan para el inevitable día de la caída del Hombre. El día en que finalmente aquel que el autodestructivo ser vuelva sus armas contra su propia especie. ¡El día que se escribirá en el cielo que tus ciudades se encontrarán enterradas bajo escombros radiactivos! ¡Cuando el mar sea un mar muerto y la tierra sea una tierra de la que voy a guiar a mi pueblo y sacarlo de su cautiverio! ¡Vamos a construir nuestras propias ciudades, en el que no habrá lugar para los seres humanos, excepto para servir a nuestros fines! ¡Y tendremos nuestro propio ejército, nuestra propia religión, nuestra propia dinastía! ¡Y ese día es a partir de AHORA!

Cuando los monos levantan sus rifles apuntando a Breck, Lisa (Natalie Trundy), una simio que le gusta a César, dice con fuerza, "¡NO!". Ella es la primera simio que habla además de César. César lo reconsidera y da las órdenes a los suyos para bajar sus armas, diciendo:

Pero ahora... vamos a guardar nuestro odio. Ahora vamos a deponer nuestras armas. Hemos pasado toda la noche de los fuegos y los que fueron nuestros maestros son ahora nuestros servidores. Y nosotros, que no somos humanos, podremos darnos el lujo de ser humanos. El destino es la voluntad de Dios y es el destino del Hombre el ser dominado, es la voluntad de Dios que ellos sean dominados con compasión y comprensión. Por lo tanto, expulsen su venganza. ¡Esta noche, hemos visto el nacimiento del planeta de los simios!

## Reparto
- Roddy McDowall como César.
- Don Murray como Gobernador Breck.
- Ricardo Montalban como Armando.
- Natalie Trundy como Lisa.
- Hari Rhodes como MacDonald.
- Severn Darden como Kolp.
- Lou Wagner como Busboy.
- John Randolph como Presidente de la Comisión.
- Asa Maynor como Mrs. Riley
- H.M. Wynant como Hoskyns.
- David Chow como Aldo.
- Buck Kartalian como Frank (Gorila).
- John Dennis como Policía.
- Paul Comi como 2.º. Policía
- Gordon Jump como Subastador.
- Dick Spangler como Anunciador.

## Producción
De las cinco películas originales, Conquest es la única rodada completamente en Todd-AO 35 con cámaras ARRI Arriflex 35IIC con lentes proporcionados por el The Carl Zeiss Group y con escenas de simios filmadas en Panavision).

## Opening original
Conquest es la única película de la franquicia sin una secuencia introductoria pre-título de la película. El guion describe una escena introductoria, donde la policía nocturna dispara a un mono que se escapó y descubre que su cuerpo está cubierto de moretones y golpes como evidencia de una severa paliza (en una escena posterior, en el interrogatorio de Armando, el gobernador Breck se refiere a que los "simios físicamente asaltan a su maestro", lo que hizo que MacDonald informara que el ataque debió haber sido el resultado de gravísimos malos tratos). Esta escena aparece en el primer capítulo de la novela basada en la película Conquest of the Planet of the Apes de John Jakes, y en la adaptación de la película de Marvel Comics en la década de 1970, ambos de los cuales se basaron, probablemente, directamente en el guion y no en la edición final de la película. Un artículo publicado el verano de 1972 de Cinefantastique (volumen 2, número 2) por Dale Winogura, muestra y describe la escena completa, pero no se sabe por qué fue cortado. La versión Blu-ray sin calificación o unrated' tiene muchas escenas gráficas restauradas, pero tampoco tiene dicha introducción pre-título.

## Guion
El guion escrito Paul Dehn, quien escribió y cooperó en las secuelas, dijo en una entrevista con Cinefantastique (citado en The Planet of the Apes Chronicles por Paul Woods) que la historia que él escribió tiene una línea de tiempo circular:

Todo la historia se ha convertido en un desarrollo lógico pero con forma de círculo. Tengo trazado una cronología completa del tiempo y cuando empiezo un nuevo guion, puedo comprobar toda suposición que hago contra esta tabla para ver si es correcto usarlo...Mientras yo estaba allí (en California), Arthur Jacobs dijo que pensaba que ésta sería la última, así que lo hice encajar juntos para que se integrase en el comienzo de los simios de uno de las películas de los Simios, así la rueda había dado una vuelta completa y uno podía pararse allí felizmente, ¿o no?
Febrero de 1972